# Rite sfard
Ne doit pas être confondu avec Séfarade.
Le rite sfard (hébreu נוסח ספרד (noussa'h sfard)) est le rite liturgique du siddour ou mahzor des Hassidim. Il est populaire parmi de nombreux Juifs ashkénazes, notamment ceux du courant Dati Leoumi.

## Nom du rite
En dépit de son nom, le rite sfard n'est pas celui des Juifs séfarades, il prend son origine parmi les ashkénazes, un milieu où il connaît une grande attirance[pas clair].
Certains, pour plus de clarté, préfèrent l'appeler « rite des Hassidim ». Afin d'éviter toute confusion avec le rite des sépharades, ce dernier est appelé noussah' Sefaradi ou noussah' haSefaradim.
Le rite sfard concerne les Juifs polonais, russes, tchèques, hongrois, tandis que le rite ashkénaze concerne les Juifs originaires d'Allemagne, d'Alsace, d'Autriche et de Lituanie.

## Histoire du rite
Isaac Louria, qui a popularisé le rite, était un grand rabbin ashkénaze du XVIe siècle qui avait une grande attirance pour les rites sépharades, le noussa'h sfard possède donc des mélanges, et des compromis entre rites ashkénazes et sépharades.